# Albert Stohr
Albert Stohr (Friedberg, 13 de novembro de 1890 - 3 de junho de 1961; Friedberg - Mainz, Alemanha) foi o bispo de Mainz entre 1935 e 1961.

## Biografia
Stohr obteve o Abitur na Augustinerschule em Friedberg e entrou para o seminário de Mainz em 1909. Foi ordenado sacerdote em 19 de outubro de 1913 na Catedral de Mainz.
Em 1914, se tornou sub-reitor do Seminário de Mainz; em seguida, foi capelão em St. Emmeran em Mainz (1915); sub-reitor do Seminário de Bensheim (1916); capelão em Viernheim (1918); Escola de formação de professores em Bensheim (1919-1920). A partir de 1920, Padre Stohr estudou nas universidades de Freiburg im Breisgau, Roma e Giessen. Em 1921, foi promovido ao título de Doutor em Teologia pela Universidade de Freiburg im Breisgau.
Entre 1922-1923, foi administrador paroquial em Dietersheim e Ober-Hilbersheim. Em 1924, obteve a habilitação na Universidade de Freiburg im Breisgau, e até 1926 foi Professor de Dogmática no Seminário de Mainz, e em 1925, Professor de Teologia. De 1925 a 1932, assumiu a Cátedra de Propedêutica no Instituto Pedagógico de Mainz, e de 1926 a 1935, a Cátedra de Dogmática no Seminário de Mainz. Stohr foi membro do Parlamento Estadual do Estado Popular de Hesse (Partido do Centro) entre 1931-1933.
Após a morte do bispo Ludwig Maria Hugo, foi eleito bispo pelo capítulo da catedral em 10 de junho de 1935 e confirmado pelo Papa Pio XI em 17 de julho de 1935. Foi consagrado pelo arcebispo de Friburgo, Conrad Gröber, em 24 de agosto de 1935, na Catedral de Mainz; os principais co-consagradores foram os bispos Ludwig Sebastian, de Speyer, e Johannes Baptista Sproll, de Rotemburgo.
Em 1937, foi nomeado como Bispo da Juventude, e em 1941, como Oficial Litúrgico da Conferência Episcopal de Fulda.
Em meio aos protestos católicos de 1941 contra a eutanásia nazista, liderados pelo bispo Clemens August Graf von Galen, Stohr fez um sermão contra a retirada de vidas. Foi alvo de ataques pessoais dos nazistas e teve que fugir de Mainz pouco antes do fim da guerra.

No ano de 1948, fundou um escritório pastoral, a Obra Ketteler e a Academia Rhabanus Maurus. Em 1959, foi nomeado pelo Papa João para a Comissão Teológica para a Preparação do Concílio Vaticano II.